# 吉米·宾宁
吉米·宾宁（英語：Jimmy Binning，1922年12月21日—1991年），生于布兰太尔，苏格兰前男子足球运动员。他曾代表苏格兰代表队参加1954年国际足联世界杯，结果队伍止步小组赛阶段。